# 常伯阳
常伯阳（1969年8月15日—），河南上蔡人，前八九学生，基督徒，中国著名公益维权律师，河南博扬律师事务所执行主任，郑州反歧视公益机构——郑州亿人平文化信息咨询有限公司的法定代表人，本科学历，法学学士学位。常伯阳律师关注弱势体的利益，关注社会的公平正义，曾代理多起涉及信仰自由、组党、藏人等中共敏感案件以及大量反歧视、“被精神病”等公益维权案件。

## 生平简介

### 早期经历
2004年初常伯阳律师发起河南首个民间法律援助志愿者组织，吸引了社会各界人士加入到法律援助的行列。同时为普及法律便于弱势群体的救助，他还设立了法律援助热线及伯阳法律援助网，曾多次为未成年人、农民工、艾滋病人等弱势群体代理维权案件。
2006年5月常伯阳发起成立反歧视公益机构NGO郑州亿人平，2006年7月24日中国首条乙肝公益热线“爱肝连线”开通试运行，常伯阳担任其咨询师，并曾帮助乙肝大学生赢得反歧视诉讼。

### 获得奖项
2005年到2008年期间常伯阳曾多次获得河南省给予的奖项，包括2005年常伯阳律师被评为感动河南慈善人物并被河南省慈善总会授予河南省慈善爱心使者称号，2007年5月常伯阳律师被评为河南省未成年保护突出贡献律师，2007年7月常伯阳律师被评为河南省农民工权益保护突出贡献律师，2007年12月被评为河南省十佳法律援助律师。

### 代理高考移民案
2008年4月18日,家长们以12名考生的名义,将西安市招办、灞桥区招办和区教育局告上了法庭。此案被称是中国“高考移民诉讼第一案”，常伯阳为原告律师。虽然此案最终以学生家长败诉而告终，但是其影响力不容忽视，被南方周末评为2008年十大影响性诉讼。

### 代理三鹿奶粉案
2008年9月，令世界震惊的震惊的三鹿奶粉事件被曝光后，公盟迅速组织了由全国上百律师组成的志愿律师团，为受害消费者提供法律指导和服务,
常伯阳律师参与发起了“三鹿奶粉志愿律师团”，并且担任发言人,这些维权律师的努力为数以万计的受害者家庭争取到了赔偿。此案被南方周末评为2008年十大影响性诉讼。

### 代理小学生卖淫案
2009年6月常伯阳代理云南“小学生卖淫案”，在常伯阳和各位律师的帮助下，之前曾被逼供认罪的刘仕华、张安芬说出了被警察蒙骗，刑讯逼供，威胁他们撒谎的真相。

### 代理禹州天价过路费案
2008年5月4日至2009年1月1日，时建锋为牟取利益，购买武警部队士兵证、驾驶证、行驶证等证件，并购买两副军用车牌照，偷逃过路费368万余元事件被判决无期，此案就是禹州天价过路费案 。舆论质疑“偷逃的天价过路费如何计算”及“高速公路的收费标准”。常伯阳律师顶住压力报道真相为时军锋做了无罪辩护，最终时军锋被判7年有期徒刑，他的二哥也由由之前的无期徒刑改判为2年零6个月有期徒刑。2011年1月16日，河南省高院和平顶山市中院联合召开发布会，通报“河南农民时建锋诈骗368万元高速公路通行费被判处无期徒刑”案最新情况。河南省高院党组认为，平顶山中院在审理时建锋诈骗一案时，存在审查不细、把握不严等问题，决定对4名相关责任人进行问责。其中，主审法官被免职，主管副院长被停职检查。

### 代理诉公安部门信息不公开第一案
2011年12月24日，43岁的农民工樊晓才在参与斗殴后失踪，3个月后在水塘发现其尸体。经当地警方断定其为“生前溺水死亡”，不予刑事立案。死者家属质疑警方造假，向公安分局申请政府信息公开，被拒绝后向郾城区法院提起行政诉讼，常伯阳律师代理此案并胜诉，河南一法院判决警方“保密”违法。坊间称为“诉公安部门信息不公开第一案”。

### 代理洛阳拆迁案
2013年8月7日，洛阳市老城区政府作出《洛阳古城(老城区东、西南隅历史文化街区)保护与整治项目国有土地上房屋征收决定》，要求该街区9000多户、2万余居民接受政府的安置标准，搬迁腾地。为保护洛阳老城，常伯阳和多达265人起诉洛阳市老城区政府，被新华社称为“河南有史以来最大行政诉讼案”。虽然最后判决政府违法，但此项计划依旧继续进行。

### 六四公祭
2014年5月28日，在常伯阳接受委托去看守所会见因2014年2月的六四公祭而被逮捕的当事人时，被以“涉嫌聚众扰乱公共秩序”刑事拘留，但是在7月3日被检察院变换其罪名为“涉嫌非法经营罪”。警方告诉常伯阳的代理律师，常伯阳的罪名包括：2010年常伯阳成立郑州亿人平公司，接受境外资金，违反律师法，非法从事律师业务，涉嫌非法经营。
2014年11月29日，常伯阳被当局羁押六个月后“取保候审”，常伯阳表示在被羁押期间，公安对指控毫无证据，多次提审他，试图罗织证据，并称要将追究被非法羁押的责任。